# US Clay Court Championships 1985
Lo US Clay Court Championships 1985 è stato un torneo di tennis giocato sulla terra verde. È stata la 33ª edizione del torneo, che fa parte del Virginia Slims World Championship Series 1985. Si è giocato ad Indianapolis negli USA dal 22 al 28 luglio 1985.

## Campionesse

### Singolare
Andrea Temesvári ha battuto in finale  Zina Garrison con il punteggio di 7–6, 6–3

### Doppio
Katerina Maleeva /  Manuela Maleeva hanno battuto in finale  Penny Barg /  Paula Smith con il punteggio di 3–6, 6–3, 6–4